# Bourgvilain
Bourgvilain település Franciaországban, Saône-et-Loire megyében. Lakosainak száma 360 fő (2022. január 1.). Bourgvilain Sainte-Cécile, Pierreclos, Saint-Point, Sologny és Navour-sur-Grosne községekkel határos.

## Népesség
A település népességének változása:
| Lakosok száma | 327  | 328  | 340  | 331  | 335  | 340  | 349  | 353  | 360  |
|               | 2013 | 2015 | 2016 | 2017 | 2018 | 2019 | 2020 | 2021 | 2022 |